# Mary Stockley
Mary Stockley (...) è un'attrice e cantante canadese.
Ha recitato in numerosi musical a Londra, tra cui Oliver!, Merrily We Roll Along e Anything Goes.

## Filmografia

### Cinema
- Diana - La storia segreta di Lady D (2013)
- I Spit on Your Grave 2 (2013)
- The Woman in Black, regia di James Watkins (2012)
- 7lives (2011)
- Artefacts (2007)
- V per Vendetta (2005)
- The Last Hangman (2005)

### Televisione
- Penny Dreadful – serie TV (2014)
- Poirot (Agatha Christie's Poirot) – serie TV (2008)
- Bodies – serie TV (2006)
- The Inspector Lynley Mysteries – serie TV (2006)
- Jericho – serie TV (2005)
- Miss Marple (Agatha Christie's Marple) – serie TV, episodio 1x01 (2004)
- Family Affairs – serie TV (2002)